# Hardbass
Hardbass ou hard bass, é um subgênero da música eletrônica com origem na Rússia no final dos anos 90. Inspirado no hard house do Reino Unido, no bouncy techno, no scouse house e no hardstyle, o hardbass é caracterizado por seu ritmo rápido (normalmente 150-175 BPM), donks, linhas de baixo distintas (comumente conhecidas como "hard bounce"), sons distorcidos, bumbos pesados e batidas ocasionais. Em países europeus surgiram as chamadas "cenas hardbass", eventos relacionados ao gênero envolvendo várias pessoas dançando em público, frequentemente mascaradas e, por vezes, com moshing. Em 2015, o hardbass teve ressurgência como um meme da internet, retratando subculturas eslavas e russas, com a estreia do vídeo "Cheeki Breeki Hardbass Anthem".  Recentemente, tornou-se um estereótipo central da subcultura gopnik. 

## Artistas notáveis
| Artista                                      | País             | Albuns e músicas |  |
| -------------------------------------------- | ---------------- | --- |  |
| apartje. (canal parado, motivo desconhecido) | Alemanha         | "Cheeki Breeki Hardbass Anthem", "Cheeki Breeki Hardbass 2" (released by Life of Boris) |  |
| Gopnik McBlyat                               | Polónia          | "Snakes in Tracksuits", "Murka", "Szpion (Shpion) Detector", "Cheeki Breeki Revolt", "Monolith" (ft. uamee) |  |
| XD Project (catholic hardbass)               | Polónia          | "Hardbass Wadowice" (album) |  |
| Bombass Records                              | Polónia          | "Będzie jazda" |  |
| uamee                                        | Letónia          | "Gopnitsa" (ft. HBKN), "High Quality Nahui", "IL-76", "Protivogaz", "Kopeika", "THE SAUSAGE", "LADA" (ft. Life of Boris and Professional Gopnik) |  |
| Hard Bass School                             | Rússia           | "Narkotik Kal", "Sex, Kvass, Hardbass", "Opa Blia", "Nash Gimn (Hard Bass Adidas)", "Narkoman", "The Album", "SLAV" |  |
| XS Project                                   | Rússia           | "Bochka, Bass, Kolbaser", "Колотушки", "Ya taschus ot kolotushek", "Vodovorot", "NarkoBarony", "Red Roubles" (ft. Life of Boris), "Meanwhile in Russia (Take me to Russia)” |  |
| Бетоnщики                                    | Rússia           | "Бетон как Бетон", "Долбили или нет!" |  |
| длб / dlb                                    | Rússia           | "welcome to russia", "partizan", "село" |  |
| Davay                                        | Estónia          | "Tri Poloski", "Critikal" |  |
| DJ Rentgen                                   | Rússia           | |  |
| DJ Snat                                      | Rússia           | "Choose Your Power" |  |
| DJ Bar@bass                                  | Rússia           | |  |
| DB Project                                   | Reino Unido      | "Kalashikov (Калашников)" |  |
| Alan Aztec                                   | Reino Unido      | "Papa Hardbassov", "Mother Russia", "Polska" (ft. Frequ & Ninka), "Deutschland" (ft. Malte & Diette), "Disco Panzer" (ft. R5on11c), "Bass Bomber" (ft. R5on11c), "This Is Russia" (ft. Karate), "Gopnik in the USA" (with HBKN), "Tazmania" (ft. EGE)                                         |  |
| Dertexx                                      | Rússia           | |  |
| HBKN                                         | Rússia           | |  |
| Sonic Mine                                   | Rússia           | "Hardbass Attack", "Scream for DJ", "Пика – патимэйкер (Sonic Mine ПАМП Remix)", "Puta Bass", "Hot Times" |  |
| DJ Yurbanoid                                 | Rússia           | |  |
| Russian Village Boys                         | Rússia           | "Instababe" (with DJ Blyatman), "Adidas" (with Mr. Polska), "Cyka" (with Cosmo & Skoro), "Romantic & Jackass" |  |
| Kolbaser Project                             | Rússia           | "Energy" |  |
| N-ICE Project                                | Rússia           | "Freakin" |  |
| Жестянщики (Zhestyanshiki/ZHTK/Hardboss)     | Rússia           | "Arabian Dance", "Давай сука давай" |  |
| .ılııllı.Р Э Д Л А Й Н.ıllıılı. (Missing)    | Predefinição:TAI | "Anomaly – Twitch Highlights 6 (remix)" "The Juiciest Tuffin vs Savant – Mother Russia Hardbass (mashup)" "DОИКАИ's miasteczko" |  |
| DJ Cheba                                     | Rússia           | |  |
| Спиди-кончик                                 | Rússia           | "Catbass" |  |
| Gotxo & Gatxi                                | França           | |  |
| Euskal Bass                                  | França           | "Hard Bass Crew Anthem (Original Mix)" |  |
| Tonn Hardbass                                | França           | "Euskal Bass (Original Gangsta mix)" |  |
| Gari Seleckt                                 | Espanha          | |  |
| DJ DBC                                       | Espanha          | "Repeat" |  |
| Paul HB                                      | Espanha          | |  |
| STARSLAV                                     | Suécia           | "OPA" |  |
| Benislav                                     | Suécia           | "OPA BRATAN" |  |
| Chernoblin                                   | Finlândia        | |  |
| DJ Pump                                      | Finlândia        | |  |
| DJ Blyatman                                  | ?                | "Gopnik", "Chernobyl", "Tsar Bomb", "Slav King" & "Generation Hardbass" (ft. Life of Boris), "EZ KATKA" "MADE IN RUSSIA" "OKTOBERFEST" "Cyka Blyat" (with Russian Village Boys), "Kamaz" (with длб), "OUR SOUND" (with DJ Pelix, ft. xeK), "How We Party" "Eins Zwei Dawai" (with XS Project) |  |
| Srpski Bass                                  | Sérvia           | |  |
| DJ TOTZI                                     | Bulgária         | "European Pumper (Feat Mesney6)" |  |
| Glort                                        | Itália           | "Night At The Reactor" |  |
| Собояжи                                      | Rússia           | "Мни жестянку", "Трубы, речка и лаве", "На собаке и на кошке", "Банка яжки", "Семь процентов", "Дом кирпичный", "Я тебя забрал", "Бит и басс" |  |
| Life of Boris                                | Estónia          | "Generation Hardbass" "SLAV KING" (with DJ Blyatman) |  |
| XS-Alex                                      | Bélgica          | |  |
| Krankšvester                                 | Croácia          | "Slava" |  |
| N3XX                                         | Chéquia          | "MAXIMUS", ''SPAДNI'' |  |
| Hard Bass Club                               | Chéquia          | "Ushanka" |  |
| MELEONE                                      | Alemanha         | "Pop cat", "VACCINE", "RADIOACTIVE STRIPES" |  |
| DJ Mike                                      | Rússia           | "Black Jack", "Speedway" |  |
| OBSIDIAN Project                             | ?                | "Pulser" |  |
| Kekarov                                      | ?                | "The Zone", "Kalashnikov" |  |
| Wod-c                                        | ?                | "Bass Of A Zombie II" |  |